# Hujwa
Hujwa (ukrainisch Гуйва; russisch Гуйва Guiwa) ist eine Siedlung städtischen Typs im Süden der ukrainischen Oblast Schytomyr mit etwa 1600 Einwohnern (2019).
Die 1931 gegründete Ortschaft erhielt 1963 den Status einer Siedlung städtischen Typs.
Hujwa zählt zur Agglomeration der Stadt Schytomyr und liegt am Ufer der Hujwa, einem 97 km langen Nebenfluss des Teteriw und an der Fernstraße M 21, 7 km südlich des Stadtzentrums von Schytomyr.
Am 12. Juni 2020 wurde die Siedlung ein Teil der neugegründeten Siedlungsgemeinde Nowohujwynske, bis dahin war sie Teil der Siedlungsratsgemeinde Nowohujwynske im Zentrum des Rajons Schytomyr.